# Thomas A. Osborn
Thomas Andrew Osborn (26 de Outubro de 1836 – 4 de Fevereiro de 1898) foi o sexto Governador do Kansas.
Osborn nasceu em Meadville, Pensilvânia. Quando jovem, foi aprendiz como tipógrafo, da qual se sustentou no Allegheny College. Em 1856, começou a estudar direito com um juiz de Meadville e foi aceito na Ordem de Michigan em 1857. Casou-se com Julia Delahey e tiveram um filho.
Em Novembro de 1857, Osborn se mudou para Lawrence, Kansas, onde se tornou compositor do Herald of Freedom. No ano seguinte, Osborn estava exercendo direito em Elwood, Kansas e era conhecido por ser um apoiador Republicano e do Estado Livre. Foi eleito para o senado do estado em Dezembro de 1859. Tornou-se presidente do senado em 1861 e presidiu os processos de impeachment do governador. Osborn foi nomeado Delegado dos EUA e ocupou o cargo de 1865 até 1867. Eleito em 1872 e reeleito em 1874, foi Governador do Kansas entre 1873 e 1877. Osborn foi Ministro para o Chile de 1877 até 1881 e Ministro para o Brasil de 1881 até 1885.
A esposa de Osborn morreu em 1892. Em 1898, ficou noivo de Marguerite Fowler Richmond, de Meadville, Pensilvânia. Enquanto esperava o casamento, Osborn morreu e seu corpo foi devolvido ao Kansas. Está sepultado no Cemitério Topeka, em Topeka, no Condado de Shawnee, Kansas.